# August Högn

August Högn

August Högn

August Högn (* 2. August 1878 in Deggendorf; † 13. Dezember 1961 in Ruhmannsfelden) war ein deutscher Lehrer, Schulrektor, Komponist und Heimatforscher.

## Leben
August Högn wurde als mittleres von fünf Kindern des Buchbinderehepaares Andreas und Helene Högn geboren. Der junge August erlernte das Klavierspielen. Seine musikalischen Fähigkeiten konnte er in der Ausbildung zum Lehrer an der Präparandenschule in Deggendorf (1891–1894) und an der Lehrerbildungsanstalt in Straubing (1894–1896) weiterbilden. Als Junglehrer wurde Högn an mehrere Orte in Niederbayern versetzt (Deggendorf, Neukirchen (Niederbayern), Schaufling, Geratskirchen, Zeilarn, Wallersdorf und Eberhardsreuth). 1904 heiratete Högn in Wallersdorf seine Ehefrau Emma Gerstl. Aus dieser Ehe gingen zwei Kinder hervor. 1910 wurde Högn nach Ruhmannsfelden versetzt, wo er bis zu seinem Tod wohnte.
Im Dritten Reich war Högn in die politischen Geschehnisse als Gemeindegruppenführer, Untergruppenführer und Beauftragter für „Schutz des Volksguts“ eingebunden. Beeinflusst wurde er von seinem Schwiegersohn und Nazi-Oberbürgermeister von Bayreuth, Karl Schlumprecht. 1945 wurde Högn, der seit 1921 Schulleiter, seit 1929 Oberlehrer und seit 1940 Rektor der Volksschule Ruhmannsfelden war, infolge der Entnazifizierung vom Schuldienst suspendiert. Nach einem kurzen Schuleinsatz 1947 ging er im selben Jahr in den Ruhestand. 1953 erlitt er einen Schlaganfall, der eine halbseitige Lähmung zur Folge hatte. August Högn wurde in Deggendorf beerdigt.

## Leistungen
Von 1926 bis 1929 erschienen mehrere von Högn verfasste heimatkundliche Zeitungsartikel. Im Ruhestand verfasste er drei große heimatkundliche Abhandlungen.
Von seinem 20. bis zu seinem 76. Lebensjahr war Högn als Sänger, Organist und Chorregent bei mehreren Kirchenchören der beiden Diözesen Passau und Regensburg tätig. In Ruhmannsfelden wirkte er 43 Jahre lang vor allem als Organist und in drei Phasen auch als Chorregent. Seine zahlreichen geistlichen Werke sind überwiegend in den Zeiten entstanden, als er Chorregent in Ruhmannsfelden war. 1898 entstand seine erste und 1960 seine letzte erhaltene Komposition. 1905 wurde sein Marsch „In Treue fest!“ verlegt.

## Werk

### Kompositionen

#### Geistliche Musik
Messen
- "Laurentius"-Messe C-Dur op. 14 (4-st. gem. Chor, Blechbläserquartett, Orgel) (Neuausgabe)
- "Mater-Dei"-Messe F-Dur op. 16 (4-st. gem. Chor, Streichquintett, Orgel) (Neuausgabe)
- "Josephi"-Messe F-Dur op. 62 (4-st. gem. Chor, Soli, 2 Vl., Blechbläserquartett, Orgel)

Tantum ergo
- Tantum ergo Nr. 1 Es-Dur op. 11 (4-st. gem. Chor, Streichquintett, Orgel) (Neuausgabe)
- Tantum ergo Nr. 2 F-Dur op. 32 (4-st. gem. Chor, Streichquintett, Orgel) (Neuausgabe)
- Tantum ergo Nr. 3 Es-Dur op. 49 (4-st. gem. Chor, Streichquintett, Orgel)
- Tantum ergo Nr. 4 A-Dur op. 49 (4-st. gem. Chor, Streichquintett, Orgel)

Pange lingua
- Pange lingua G-Dur (deutsch) (4-st. gem. Chor, Blechbläserquartett)
- Pange lingua F-Dur op. 43 (4-st. gem. Chor, Orgel)
- Pange lingua Es-Dur op. 46 (4-st. gem. Chor, Orgel)
- Pange lingua Es-Dur op. 51 (4-st. gem. Chor, Orgel)

Marienlieder
- Ave Maria F-Dur op. 4 (Unter- und Oberstimme, Orgel)
- Marienlied Nr. 1–13  13 a (4-st. gem. Chor, Orgel)

Grablieder
- Grablied für gefallene Soldaten Es-Dur op. 35 (4-st. gem. Chor, Blechbläserquartett)
- Grablied Nr. 1 Es-Dur op. 35 (4-st. gem. Chor, Blechbläserquartett) (Neuausgabe)
- Grablied Nr. 2 Es-Dur (4-st. gem. Chor, Blechbläserquartett) (Neuausgabe)
- Grablied Nr. 3 Es-Dur op. 44 (4-st. gem. Chor, Blechbläserquartett) (Neuausgabe)
- Grablied Nr. 4 F-Dur op. 20 (Sopran-Solo, 4-st. gem. Chor, Orgel) (Neuausgabe)

Offertorien
- Offertorium D-Dur op. 26 (4-st. gem. Chor, Orgel)
- Offertorium C-Dur op. 30 (4-st. gem. Chor, Orgel) (Neuausgabe)
- Offertorium G-Dur op. 48 (4-st. Männerchor, Orgel) (Neuausgabe)

Kommunionlieder
- Kommunionlied Es-Dur op. 12 (4-st. gem. Chor, Orgel)
- Kommunionlied G-Dur op. 21 a (4-st. gem. Chor, Orgel)
- Kommunionlied G-Dur op. 21 b (4-st. gem. Chor, Orgel)
- Kommunionlied C-Dur op. 37 b (4-st. gem. Chor, Orgel)

Veni creator Spiritus
- Veni creator Spiritus B-Dur (4-st. Männerchor) (Neuausgabe)

- 11 Veni creator Spiritus op. 15
  - Veni creator Spiritus Nr. 1–11 (4-st. gem. Chor)

Adjuva nos
- Adjuva nos Es-Dur op. 8 (4-st. gem. Chor, Streichquintett, Orgel)
- 8 Adjuva nos op. 15
  - Adjuva nos Nr. 1–8 (4-st. gem. Chor)

verschiedene Genre
- Cäcilienlied E-Dur op. 12 b (3-st. Frauenchor, Orgel) (Neuausgabe)
- Libera e-moll op. 50 4-st. gem. Chor (Neuausgabe)
- Benedictus G-Dur op. 50 (4-st. gem. Chor)
- Fronleichnams-Prozessionsgesänge Es-Dur op. 52 (4-st. gem. Chor, Blechbläserquartett)
- Ecce sacerdos F-Dur op. 57 (4-st. gem. Chor, Blechbläserquartett, Orgel)
- Juravit Dominus B-Dur op. 58 (4-st. gem. Chor, Blechbläserquartett, Orgel)
- "Ehre sei Gott" C-Dur (4-st. gem. Chor)
- Herz-Jesu-Litanei (verloren)

#### Weltliche Musik
- Marsch "In Treue fest!" D-Dur   (Klavier) (Neuausgabe)
- Weihegesang Es-Dur (fragmentarisch)   (4-st. gem. Chor, Blechbläserquartett)
- Lied von Gotteszell G-Dur op. 42 (Arrangement)   (4-st. Männerchor)

### Schriften
- Geschichte von Ruhmannsfelden (Ausgabe 2003)
- Geschichte von Zachenberg (August Högn / Anton Trellinger) (Ausgabe 2003)
- Geschichte der Freiwilligen Feuerwehr Ruhmannsfelden (Ausgabe 2003)
- heimatkundliche Zeitungsartikel: (Ausgabe 2003)
  - "Durch Gäu und Wald", Beilage zum Deggendorfer Donauboten, 6. November 1926 – "Geschichtliches vom Markt Ruhmannsfelden: Der Name "Ruhmannsfelden"; Die Bezeichnung "Markt""
  - "Durch Gäu und Wald", Beilage zum Deggendorfer Donauboten, 15. Dezember 1926 – "Geschichtliches vom Markt Ruhmannsfelden: Das Wappen von Ruhmannsfelden; Schloss und Schlossberg Ruhmannsfelden"
  - "Durch Gäu und Wald", Beilage zum Deggendorfer Donauboten, 20. August 1927 – "Geschichtliches vom Markt Ruhmannsfelden: Von der Schule in Ruhmannsfelden in früherer Zeit bis 1835"
  - "Geschichtliches vom Markt Ruhmannsfelden: Von der Schule in Ruhmannsfelden ab 1835" (Quelle aus der Chronik der Volksschule Ruhmannsfelden, vermutlich Abschrift eines Zeitungsartikels von Högn)
  - "Durch Gäu und Wald", Beilage zum Deggendorfer Donauboten, Nr. 23 / 1927 "Das Wallfahrtskirchlein Osterbrünnl bei Ruhmannsfelden"
  - "Durch Gäu und Wald", Beilage zum Deggendorfer Donauboten, Nr. 2 / 1928 – "Das Wallfahrtskirchlein Osterbrünnlein bei Ruhmannsfelden"
  - Viechtacher Tagblatt, 9. September 1928 – "Was Ruhmannsfelden für Jubiläen feiern könnte?"
  - Viechtacher Tagblatt, 25. Oktober 1928 – "Wie hat es um Ruhmannsfelden herum ausgesehen vor seiner Entstehung?"
  - Viechtacher Tagblatt, 1928/29 – "Pfarrkirche St. Laurentius Ruhmannsfelden" (in drei Artikeln erschienen)

## Aufnahmen
- Josephi-Messe F-Dur op. 62 (Kirchenchor Ruhmannsfelden, Kirchenchor Gotteszell, Leitung: Josef Friedrich)
- Laurentius-Messe C-Dur op. 14 (Kirchenchor Ruhmannsfelden, Brassoholics, Leitung: Andreas Stich), Gesamtleitung: August Lankes

ausgewählte Werke
- Marienlied Nr. 6 F-Dur op. 41 (Frauenbund Singkreis, Leitung: Elfie Piehler)ⓘ/?
- Marienlied Nr. 9 G-Dur op. 34 (Naturvereins Sänger, Leitung: August Lankes)ⓘ/?
- Marienlied Nr. 11 F-Dur op. 59 (Kirchenchor Ruhmannsfelden, Leitung: August Lankes)ⓘ/?
- Cäcilienlied E-Dur op. 12 b (Frauenbund Singkreis, Leitung: Elfie Piehler)ⓘ/?
- Offertorium G-Dur op. 48 (Naturvereins Sänger, Leitung: August Lankes)ⓘ/?
- Marsch In Treue fest D-Dur (Klavier: Josef Friedrich)ⓘ/?
- Marsch in Treue fest D-Dur (Musikzug Ruhmannsfelden, Leitung: Andreas Stich)ⓘ/?
- Volksweise "Über den Bergen" (Musikzug Ruhmannsfelden, Leitung: Andreas Stich)ⓘ/?